# Castelo de Vadstena
O castelo de Vadstena (em sueco: Vadstena slott) foi erigido em 1545 pelo rei Gustavo I (Gustav Vasa)), como defesa contra os dinamarqueses. Foi reconstruído posteriormente em 1620 pelo seu filho João III (Johan III). É um dos melhores exemplos na Suécia de fortificações em estilo renascentista.

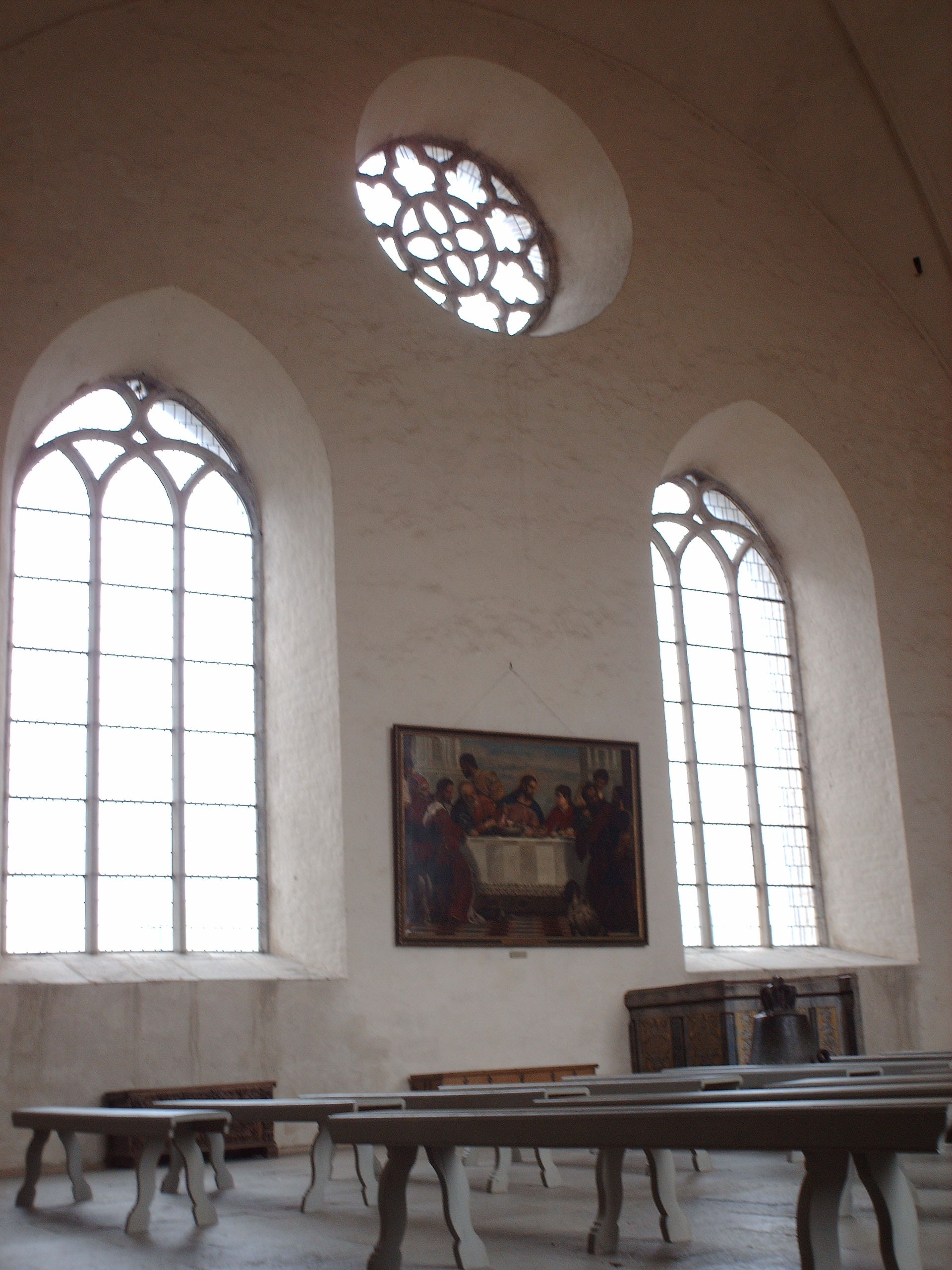
Capela
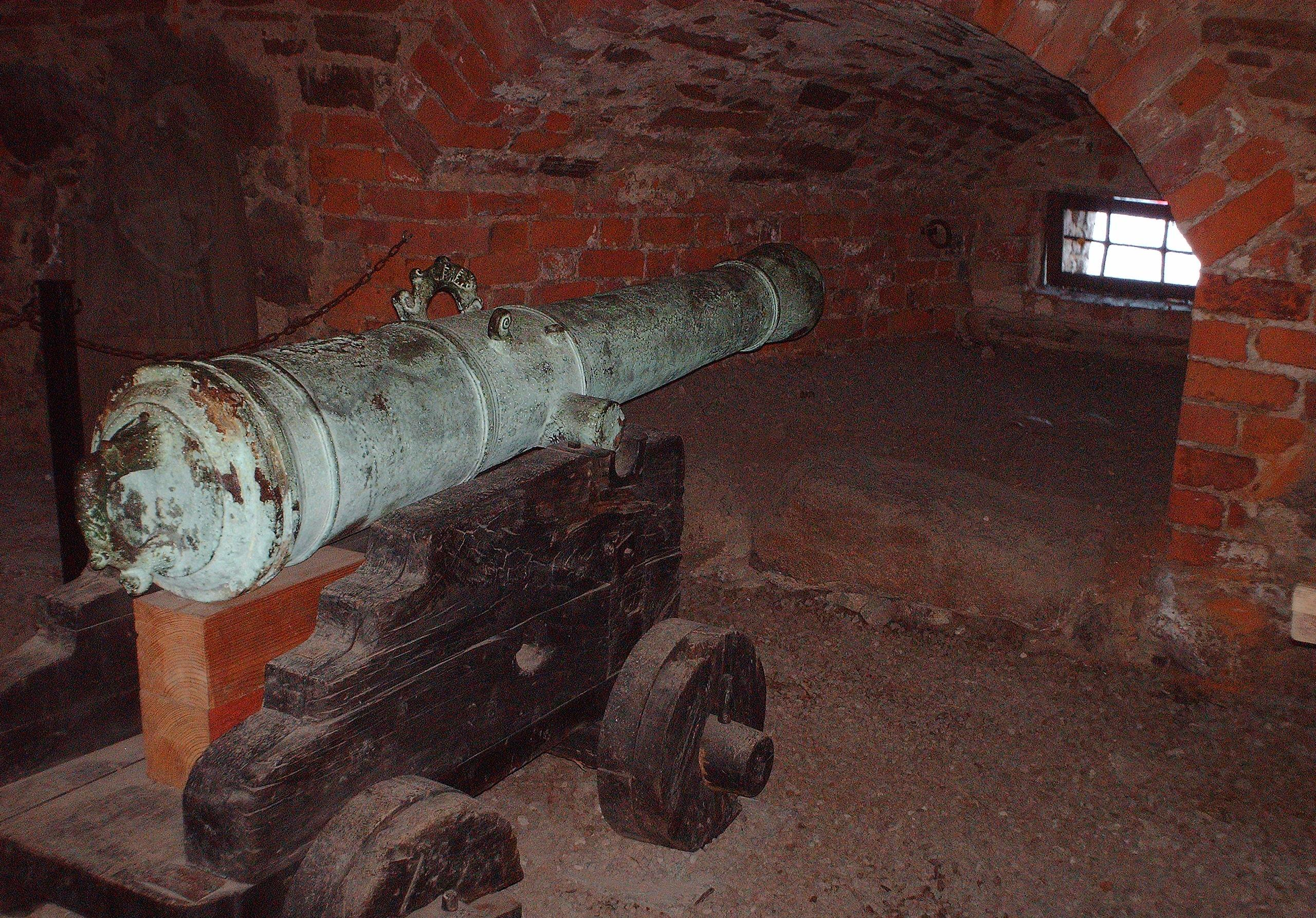
Canhão
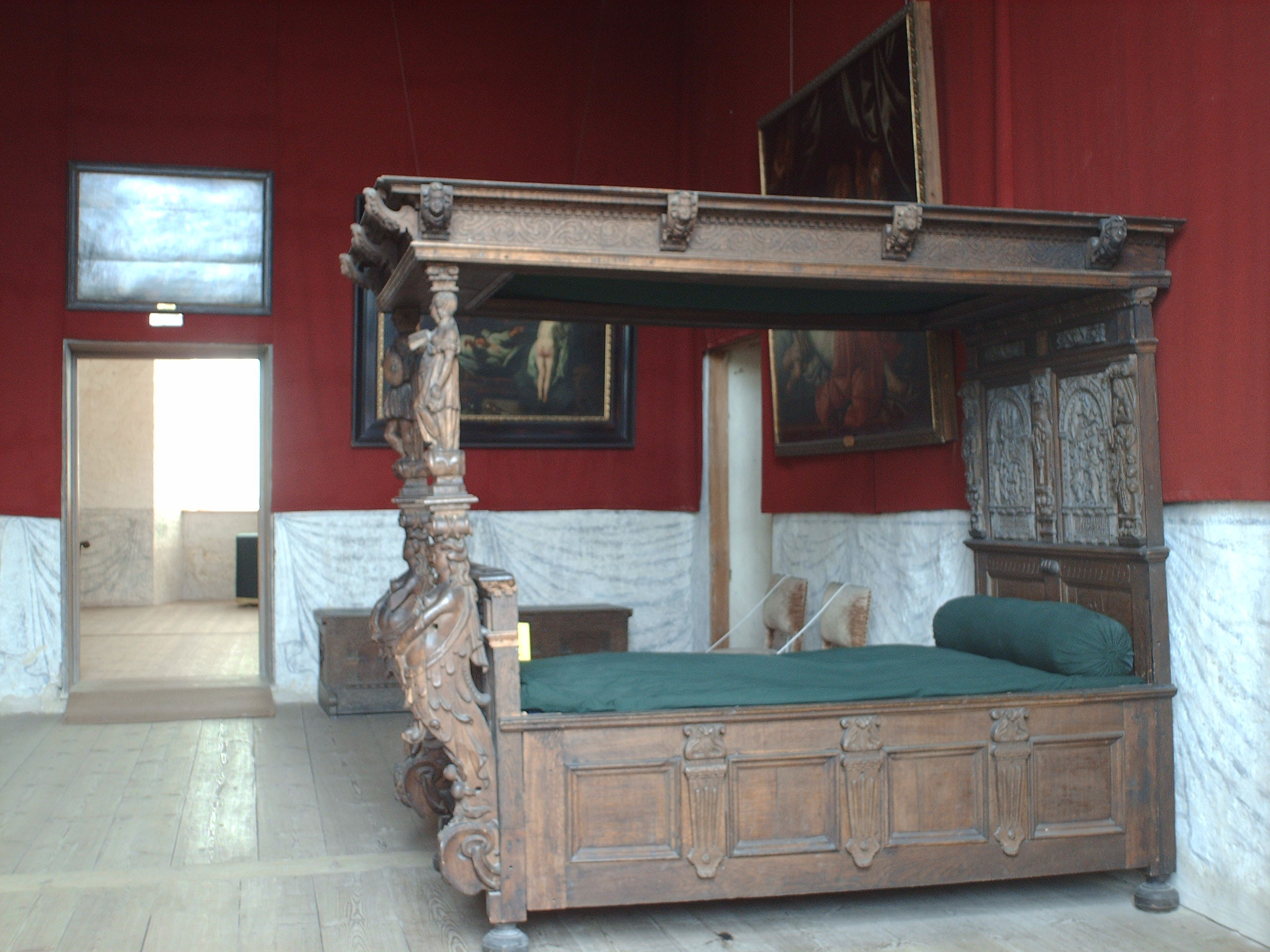
Quarto de dormir
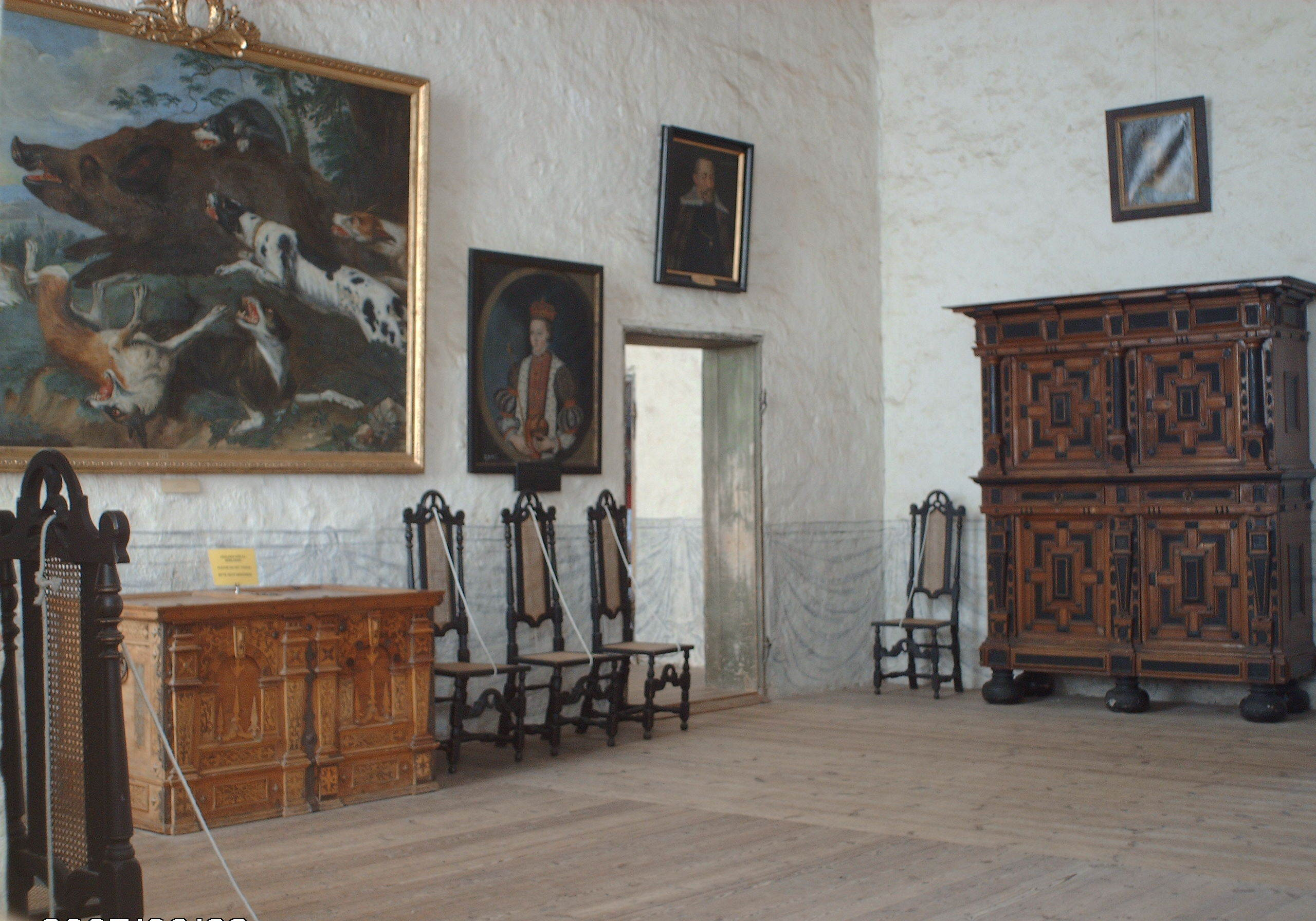
Sala de visitas